# Aina Roselló Díaz
Aina Roselló Díaz és una actriu catalana coneguda per interpretar a Lola i a la seva germana bessona, Roci, a la sèrie de televisió del SX3 Projecte Beta.
Estudià Batxillerat d’Arts escèniques a l’Institut Lluís Domenech i Montaner de Canet de Mar. Fou guardonada amb el tercer premi de narrativa Sambori organitzat per Òmnium Cultural.
Ha participat en altres pel·lícules com Yo no soy esa (2024) o Una quinta portuguesa (2025).